# Лабарна I
Лабарна I (Лапарнас) — царь Хеттского царства. Правил приблизительно в 1680—1650 годах до н. э. Сын Папахдилмы.

## Загадочность личности Лабарны I
Согласно хеттской исторической традиции Лабарна I считается основателем древнехеттской династии. Однако не сохранилось ни одной подлинной надписи этого царя. О существовании царя Лабарны I мы знаем лишь из позднейших известий, особенно из краткого сообщения его отдалённого потомка Телепину в так называемом «Указе царя Телепину». В пространной исторической преамбуле этого документа излагаются события хеттской истории вплоть до царствования Телепину, одного из последних древнехеттских правителей. Характерной особенностью преамбулы является противопоставление твёрдого и спокойного правления первых хеттских царей и анархии последующего периода. Текст указа начинается так:

 «Прежде Лабарна был великим царём. И тогда его сыновья, его братья и его свойственники, люди его рода и его воины были едины. А страна была невелика; но в какой бы поход он ни ходил, всякий раз он силой покорял вражеские страны. Он разорял страны, он лишал страны могущества, он подчинял страны вплоть до самого моря. Когда же он возвращался из похода, то каждый из его сыновей отправлялся в какую-либо из завоеванных стран: — в города Хуписна, Туванува, Ненасса, Ланда, Цаллар, Парсуханта, Лусна. И они правили этими странами, и великие города были переданы им.
 Затем воцарился Хаттусили. И его сыновья, его братья, его свойственники, люди его рода, а также его воины были едины. И в какой поход он ни ходил, он силой покорял вражеские страны. Он разорял страны, он лишал страны могущества, он подчинял страны вплоть до самого моря. А когда он из похода придет обратно, то каждый из его сыновей отправлялся в какую-либо страну, и великие города бывали подчинены его руке».— «Указ Телепину»
Для последующих поколений хеттов их история начиналась с царя Лабарны. Совершая жертвоприношения духам умерших царей, они помещали его вместе с его женой, царицей Тавананной, в начало царского списка. Эта пара, по-видимому, действительно наделялась особой сакральностью. Имя Лабарна, предположительно, было взято последующими хеттскими царями в качестве титула — «табарна» (подобно античному «кесарь» — производное от Цезарь).Подобно Лабарне, Тавананна также передала своё имя в качестве титула «тавананна» будущим хеттским царицам, являвшимся верховными жрицами. Начиная с Телепину, правящая чета принимала их имена в качестве почётных пожизненных титулов. Эта практика отражает, по мнению исследователей, веру в то, что духи предков продолжали жить в каждой новой царской чете. Разность в прочтении имени Лабарна и титула табарна (прежде всего в аккадских и лувийских текстах) объясняется происхождением слова из хаттского языка, в котором оно начиналось с особого согласного, по-разному передававшегося в разных языках.
Вместе с тем Лабарна — во многом загадочный персонаж. Телепину не говорит определённо, что этот Лабарна был отцом или, по крайней мере, непосредственным предшественником Хаттусили I. Самые ранние тексты могут быть датированы правлением Хаттусили I и его сына Мурсили I. Между тем тексты, относящиеся к Лабарне, отсутствуют, и все попытки найти в источниках сведения о событиях его правления оказываются безрезультатны. Имя Лабарна встречается достаточно часто. Оно многократно засвидетельствовано как самообозначение Хаттусили I. Кроме того Хаттусили I нарёк Лабарной своего усыновлённого племянника, которого поначалу назначил престолонаследником, но потом лишил этого ранга. Далее, в одном месте своего «Завещания» Хаттусили называет Лабарной «сына своего деда», которого принято считать Лабарной I, хотя речь идёт о времени когда тот ещё не стал царём. На основе этих данных можно предположить два вероятных сценария[стиль]: Хаттусили I взошёл на престол как Лабарна (II), а потом принял тронное имя Хаттусили, или, наоборот, личное имя царя было Хаттусили, а тронное — Лабарна. Только в одном из современных своему правлению текстов этот царь называет себя Хаттусили. Речь идёт о так называемой «Летописи» — двуязычной, хеттско-аккадской, надписи, посвящённой военным походам царя, которая была обнаружена в 1957 году в Богазкёе. Это также единственный текст, в котором Хаттусили приводит свою генеалогию. Использованные при этом термины, однако, только затемняют и без того неясную картину.
Хеттский текст:

 «[Так (говорит) Табар]на Хаттусили, великий [царь, царь города Хаттус]ы, человек города Куссар, в стране города Хаттусы [он царствовал], сын брата Тавананны».
Аккадский текст:

 «Великий царь Табарна царствовал в Хаттусе, [сын брата] Тав[ананны]».— «Летопись Хаттусили»
В данном случае мы больше всего рассчитывали бы[стиль] встретить имя Лабарны (I), однако оно опущено.
Только в «Завещании Хаттусили I» содержится единственное упоминание старшего Лабарны:

 «Так было со словами моего деда Пухассумаса… Разве его сыны не отложились от него? Мой дед своего сына Лабарну в городе Санахвуитта отметил как своего наследника. Потом же его подданные и сановники перечили словам его и посадили на престол Папахдилмаха. Сколько лет с тех пор прошло и [сколько из этих людей] уцелело? Дома сановников — где они? Разве они не исчезли?».— «Завещание Хаттусили I»
Из этих двух отрывков ясно, по крайней мере, что[стиль] за поколение до Хаттусили I жили Лабарна и Тавананна и что отец этого Лабарны Пухассумас занимал царский трон до Хаттусили I. Вся последующая традиция бытования имён-терминов «Лабарна» и «Тавананна» требует признать[стиль] в их первых носителях правящую чету — царя и царицу. При этом брак между родными братом и сестрой противоречил хеттским нормам морали и даже подлежал наказанию смертной казнью. Отсюда следует, что мы не можем отождествлять[стиль] данного Лабарну с братом Тавананны, который был отцом Хаттусили I. Остаётся предположить, что[стиль] у Лабарны была сестра, вышедшая замуж за брата Тавананны и родившая от него Хаттусили I. Также становится известно, что[стиль] трон Лабарне I достался не без борьбы и ему пришлось выдержать тяжёлую схватку с сановниками, выдвинувшими на престол Папахдилма.
Отсутствие в древних текстах каких-либо дальнейших упоминаний о Лабарне, в том числе о каких-либо его выдающихся качествах или свершениях, заставляют усомниться[стиль] в достоверности связанной с ним традиции. Равным образом тень сомнения ложится и на теорию о том, что[стиль] он и его царственная супруга были своего рода бессмертной парой, чьи духи продолжали жить, воплощаясь в личностях позднейших царей. Скорее всего[стиль], это представление восходит к гораздо более древним истокам. Необходимо также учитывать, что[стиль] царь Телепину, согласно его собственным словам, жил через пять поколений после Лабарны. Соответственно, он мог не передавать живую традицию, а реконструировать историю на основе документов, хранившихся в государственных архивах, чем, несомненно[стиль], занимались более поздние цари. В рамках этого предложения легко объяснить[стиль], почему «Завещание Хаттусили I» и более поздние хеттские документы ничего не сообщают о каких-либо предшественниках «Лабарны», помещая его в начало династии. Да и само зарождение хеттских архивов надо, по всей видимости, связывать[стиль] с правлением Лабарны-Хаттусили.
Согласно Телепину, Лабарна, предшественник Хаттусили I, был тем правителем, кто положил начало внешним завоеваниям Хеттского царства и расширил его границы до моря. Вместе с тем весьма подозрительно, что достижения Лабарны и Хаттусили описываются в указе Телепину одними и теми же словами. Не могло ли случится так, что составители документа были введены в заблуждение сбивающим с толку использованием имени Лабарна в древних текстах Хаттусили I. Так что существует предположение о тождестве Лабарны I с Хаттусили I (Лабарной II). Писцы Телепину ошибочно приняли одно и тоже лицо за двух разных царей. К тому же царица Каттуси называется супругой то Хаттусили, то Лабарны.

## Лабарна I — великий завоеватель
Как бы там ни было, указ Телепину ясно свидетельствует, что[стиль] расширение Хеттского царства началось с присоединения территорий к югу от Кызыл-Ирмака (Галиса), где располагались области Хуписна (отождествляется с античной Кибистрой), (античная Тиана), Ненасса, Ланда, Цаллара, Пурусханда и Лусна (античная Листра). Очевидно[стиль], ко времени Лабарны этот первый этап завоеваний был уже завершён; его сыновья — после возвращения из похода отца — мирно управляли этими территориями.
Лабарна совершал походы и ещё дальше. На юге он овладел северными склонами Таврского хребта, а на севере, по-видимому, вышел к побережью Чёрного моря, расширив таким образом границы Хеттского царства «от моря до моря» (то есть от Средиземного моря до Чёрного). В более позднем договоре, заключённом между Муваталли II и Алаксанду, правителем страны Вилусы (отождествляемой с Илионом, столицей Троады — царства Трои), сообщается, что «Лабарна» завоевал Арцаву и Вилусу. Однако трудно понять[стиль], к кому относится это сообщение — к Лабарне I или Хаттусили I (Лабарне II).
| Древнее царство            |                                      |                       |
| Предшественник: Папахдилма | царь хеттов ок. 1680 — 1650 до н. э. | Преемник: Хаттусили I |